# Галеви, Иехуда
Иегуда бен Шмуэль Галеви́ (или Ха-Леви, ивр. יהודה הלוי‎ Yehuda ha-Levi, ок. 1075, Тудела?, Испания — 1141, Иерусалим?) — средневековый еврейский поэт и философ.

## Биография
Иегуда бен Шмуэль Галеви родился в Туделе. Учился в иешиве в Лусене у раввина Ицхака Альфаси. Также обучался светским наукам и медицине. Под влиянием Моше ибн-Эзры — одного из выдающихся представителей еврейской поэзии того времени — Галеви рано начал писать стихи на древнееврейском языке. Он был убежденным националистом. Пробыв долгое время врачом в Кордове, Галеви отправился в Палестину, по пути остановился в Александрии. Свои впечатления от путешествия по морю он позже передал в «Морских песнях». По одной из версий, убит в Иерусалиме во время второй поездки в Палестину.

## Творчество
Творчество Галеви, особенно его светские произведения, как и вся еврейская поэзия того времени, отмечено влиянием арабской литературы; это влияние сказывается в лиризме, в романтичности образов, в гиперболических сравнениях, в тяготении к аллегорическим намёкам, в эпиграммности и в игре слов.
Арабская поэзия стимулировалась разными изречениями из Корана или более древними поэтическими документами, еврейская — отдельными библейскими фразами или отрывками из Библии и произведениями более древней еврейской поэзии. Постоянная ссылка на библейский текст особенно характерна для еврейской поэзии того времени, так как древнееврейский язык уже в течение многих столетий не был разговорным и оставался лишь языком литургии и книги.
Тематика произведений Галеви очень сходна с тематикой арабских поэтов данной эпохи: песни дружбы, любви, хвалебные гимны, панегирики знати, меценатам, жизнерадостность, национальные песни, траурные песни в память умерших друзей и близких, эпиграммы, загадки, шутки. Несмотря на то, что в произведениях Галеви немало трафаретного и книжного, его поэзия не лишена простоты выражений и задушевного лиризма. Галеви писал также религиозные стихи, часть которых «канонизирована» — то есть стала частью синагогальной литургии.
Жизнь и деятельность поэта протекала в мусульманской части Испании. Евреи занимали там должности сборщиков податей, полицейских чиновников, служащих и также составляли значительный контингент лиц интеллигентных профессий. Знать и городское население относились к ним враждебно, вели против них борьбу, стремясь вытеснить их из сферы влияния на общую государственную жизнь. Приближение гонений на евреев уже давало себя чувствовать в разных областях жизни страны. В 1147 — 1148 произошёл государственный переворот — одна династия сменила другую; начался период сильных гонений евреев.
Почти в таком же положении находилось еврейское население в христианской Кастилии, где евреи играли такую же роль, являясь опорой монарха против претензий со стороны городского населения и в особенности знати. Перелом в положении еврейства, занимавшего промежуточную позицию между враждовавшими — монархом, с одной стороны, знатью и городским населением — с другой, конечно отразился на творчестве Галеви: отсюда мотивы беспомощности и безнадёжности в его поэзии. Этим переломом также объясняется обращение поэта к утопически-романтическому идеалу возрождения еврейского народа «на обетованной земле», идеалу, созвучному эпохе рыцарства времён крестовых походов с её стремлениями в Палестину.

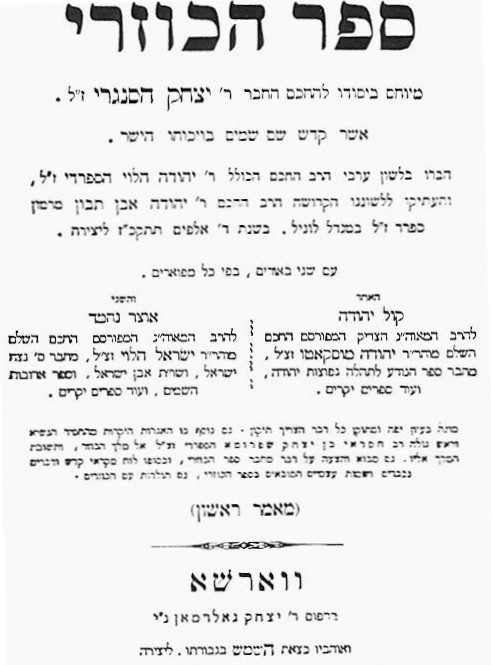
Кузари

Галеви также написал философско-теологическую книгу на арабском языке, более известную в переводе на древнееврейский язык. под заглавием «Кузари». Это произведение является апологией религии в неоплатоническом разрезе и направлено против последователей Аристотеля.
В «Кузари» Галеви изложил свою историко-философскую националистическую концепцию, сильно влиявшую на средневековую еврейскую философию, теологию и каббалу. Эта книга была переведена на латинский язык (1660), испанский (1663, Яков Абендана), а впоследствии и на немецкий.
Сионистское движение нередко пользовалось националистической концепцией Галеви и его националистическими стихами для своих целей. Галеви считается самым крупным еврейским поэтом постбиблейского периода. Стихи его издавались и переводились почти на все европейские языки. Образ Галеви использован Генрихом Гейне в одном из стихотворений из цикла «Еврейские мелодии».
Иегуда Галеви стал, очевидно, прототипом героя книги «Хазарский словарь» Милорада Павича — Иуды Халеви.
В честь Галеви назван кратер на Меркурии.